# Льодохід (фільм)
«Льодохід» (ест. «Jääminek») — радянський чорно-білий художній фільм-драма 1962 року, знятий режисером Кальйо Кійськом на кіностудії «Талліннфільм».

## Сюжет
Фільм оповідає про важкий період історії Естонії — напередодні Другої світової війни.

## У ролях
- Хуго Лаур — Лаас Лаутріківі
- Сір'є Арбі — Лінда
- Хеленд Пееп — Антс Лаутріківі
- Каарел Карм — Тиніс
- Харійс Лієпіньш — Грізенау, німецький офіцер
- Катрін Вяльбе — Марі
- Оскар Лійганд — Мадіс
- Рудольф Нууде — Арво
- Хільда Соопер — дружина Мадіса
- Андрес Сярев — Віхвелін
- Арві Халлік — Пеетер
- Александер Нійтоя — Яан
- Юхан Віркус — епізод
- Фелікс Карк — епізод
- Харальд Ранну — епізод
- Арво Хейна — епізод
- Валентінс Скулме — епізод
- Оллі Варе — епізод

## Знімальна група
- Режисер — Кальйо Кійськ
- Сценаристи — Олександр Борщаговський, Ааду Хінт
- Оператор — Альгімантас Моцкус
- Композитор — Лембіт Веево
- Художник — Пеетер Лінцбах